# Nawaf al-Ahmad al-Dschabir as-Sabah

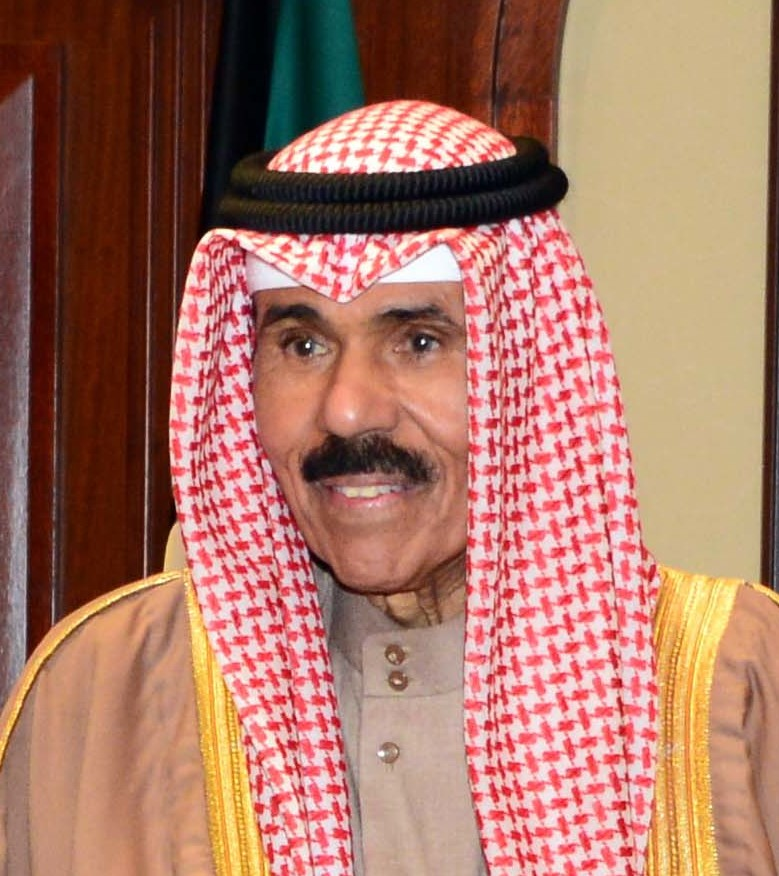
Nawaf al-Ahmad al-Dschabir as-Sabah (2018)

Scheich Nawaf, auch als Nawaf al-Ahmad al-Dschabir al-Sabah (arabisch نواف الأحمد الجابر الصباح Nawaf al-Ahmad al-Dschābir as-Sabāh, DMG Nawāf al-Aḥmad al-Ǧābir aṣ-Ṣabāḥ; * 25. Juni 1937 in Kuwait; † 16. Dezember 2023) bekannt, war vom 30. September 2020 bis zu seinem Tod der 16. Emir von Kuwait aus der Sabah-Dynastie.

## Leben
Nawaf al-Ahmad al-Dschabir war ein Sohn von Ahmad, der von 1921 bis 1950 der 10. Emir von Kuwait war, und dessen elfter Frau Yamama. Nach Abschluss der Schule studierte er im Vereinigten Königreich.
Seine Ernennung zum Kronprinzen erfolgte per Dekret am 7. Februar 2006. Am 30. September 2020 folgte er als Staatsoberhaupt von Kuwait auf seinen Halbbruder Sabah IV.
Als Emir ernannte Nawaf am 8. Oktober 2020 seinen Halbbruder Mischal zum Kronprinzen.
Am 16. Dezember 2023 starb er im Alter von 86 Jahren, worauf Mischal das Emirat übernahm. Er wurde im Friedhof al-Sulaibichat in Kuwait begraben.